# 폐포

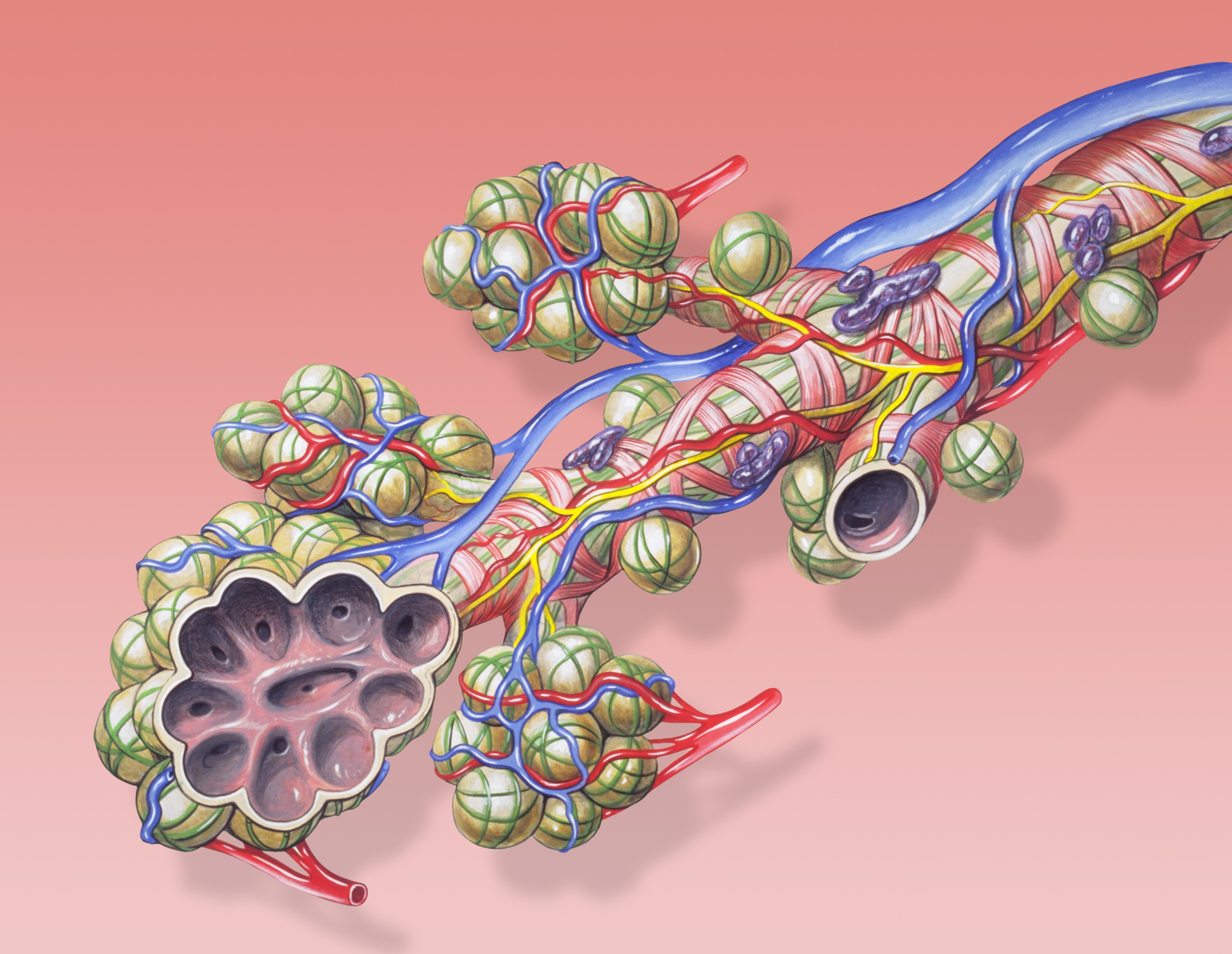
폐포의 해부 모형.

폐포(肺胞, alveolus, 복수형: alveoli)는 폐의 일부로, 여기에서 혈액과 가스의 교환이 이루어진다.
폐포의 호흡 세기관지 벽은 단층 입방 상피이다. 태아가 모태내에서 아직 폐로 호흡하지 않을 때는 폐포의 말단에 이르기까지 모두 입방형 세포로 덮여 있다. 출생 후 폐에 공기가 들어오면 이들 세포는 갑자기 길어져 0.3μm 이하로 엷어진다. 이 같은 형태가 된 세포를 폐포 상피 세포라 불리며, 여기에서 가스 교환이 일어난다.
폐포 상피 세포 바깥쪽에는 한 겹의 내피로 만들어진 모세혈관이 밀착해 있으며, 이 엷은 두 장의 세포성 막을 산소나 이산화탄소가 통과한다. 이 밖에 폐포벽에는 공모양에 가까운 중격(中隔) 세포, 유주성(遊走性) 진애세포 등을 볼 수 있다. 먼지나 티끌이 폐포에까지 들어가면 일부가 진애세포로 처리되는 것 외에는 모두 폐포벽에 달라붙어 호흡 기능을 저해한다. 탄가루를 많이 들이마시면 탄폐증이 되며, 규소에 의한 규폐증, 석면에 의한 아스베스트 폐증 등도 직업병으로 알려져 있다. 담배에 들어 있는 니코틴 등도 기도에 침착하여 폐암 등의 원인이 된다.

## 같이 보기
- 간질성 폐질환
- 사람 세포 유형 목록